# Stéphane Gillet
Stéphane Gillet (* 20. August 1977 in Luxemburg) ist ein ehemaliger luxemburgischer Fußballspieler.

## Karriere

### Verein
Stéphane Gillet begann seine Karriere in Luxemburg beim FC Marisca Mersch, ehe er 1994 in die Jugend von Standard Lüttich wechselte, bevor er 1998 zu Spora Luxemburg in die Nationaldivision zurückkehrte.
Im Jahr 1999 wurde Gillet vom deutschen Regionalligisten SV Elversberg verpflichtet. Anfang der Saison 2000/01 wechselte er zu Paris Saint-Germain, wo er allerdings nur in der Reservemannschaft spielte. Lediglich ein Einsatz im UEFA-Cup am 1. November 2001 bei SK Rapid Wien (2:2) kann er in der Profimannschaft verzeichnen. 
Im Januar 2004 wechselte er für eine halbe Saison zum FC Wil in die 2. Schweizer Liga, kam aber auch da zu keinem Einsatz in der ersten Mannschaft und ging zurück zu Union Luxemburg.
Nach einem weiteren Jahr bei Racing FC Union Luxembourg wechselt Gillet Anfang 2006 in die 4. Englische Liga zu Chester City. Der Vertrag wurde jedoch rasch wieder aufgelöst und Gillet wechselte zurück nach Luxemburg zum Racing FC. Nach einer Zwischenstation bei Jeunesse Esch beendete er 2010 seine Karriere beim Sporting Club Steinfort.

### Nationalmannschaft
Zwischen Oktober 2000 und November 2006 absolvierte Gillet 20 Spiele für die A-Nationalmannschaft seines Landes.

## Rugby
Von 2010 bis 2016 war er Spieler des Rugby Club Luxemburg, welcher in Deutschland antrat. Er bestritt Partien in der 1., 2. und 3. Bundesliga.